# قنبلة نيوترونية

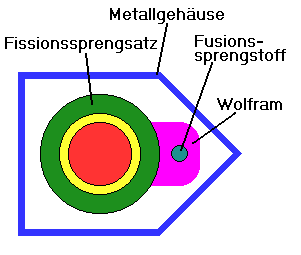

القنبلة النيوترونية (تسمى أيضا رأس الحرب الإشعاعي المتطور)، وتسمى أيضا بالقنبلة النظيفة، التي هي عبارة عن أحد أنواع الأسلحة النووية والتي اُخْتُرِعَت من قبل عالم في الفيزياء من الولايات المتحدة هو صأمويل كوهين وهو من العلماء الذين شاركوا في صنع القنابل ذو الانشطار المصوب التي ألقيت احدها على هيروشيما في أغسطس 1945. وهناك مزاعم أن كوهين اشرف على صنع 700 قنبلة نيوترونية في عهد الرئيس الأمريكي السابق رونالد ريغان وهناك مزاعم ان الصين بواسطة أجهزة مخابراتها تمكنت من الاستيلاء على الخطوط العريضة لصنع القنبلة النيوترونية. الميزة الرئيسية لهذهِ القنبلة هي دقة تدميرها للهدف حيث تلحق أضرار طفيفة في المناطق المجاورة للهدف الرئيسي.
القنبلة النيوترونية هي قنبلة من نوع الأسلحة النووية الاندماجية وهو شبيه بالقنابل الهيدروجينية حيث يتولد كميات هائلة من النيوترونات نتيجة لعملية الإندماج النووي عندما تتحد أنوية خفيفة الكتلة لتكوين عناصر أثقل من ناحية الكتلة ويسمح لهذه الكمية الهائلة من النيوترونات من الانبعاث خلال صفائح القنبلة وتكون الصفيحة المغلفة للقنبلة مصنوعا عادة من مادة الکروم أو النيكل وبهذا تكمن القوة التدميرية لهذه القنبلة في الكم الهائل من الطاقة الحركية الناتجة من عدد هائل من النيوترونات التي تشكلت بتحفيز خارجي بواسطة اتحاد مصطنع بين أنوية مواد خفيفة الكتلة مثل التريتيوم .

## المبدأ الأساسي
في القنبلة النووية الحرارية القياسية توضع قنبلة انشطارية صغيرة بالقرب من كتلة أكبر من الوقود النووي، ثم يوضع المكونان معًا داخل علبة إشعاعية تكون مصنوعة عادةً من اليورانيوم أو الرصاص أو الفولاذ. مهمة هذه العلبة حفظ الطاقة الناتجة عن القنبلة الانشطارية لفترة قصيرة نسبيًا، ما يسمح بتسخين وضغط الوقود النووي الحراري الرئيسي. تصنع العلبة عادة من اليورانيوم المنضب أو معدن اليورانيوم الخام، لأن التفاعلات النووية الحرارية تعطي أعدادًا هائلة من النيوترونات عالية الطاقة التي يمكن أن تسبب تفاعلات انشطار في مادة الغلاف نفسه، وهو الأمر الذي يضيف طاقة كبيرة إلى الانفجار. في القنابل النووية الانشطارية النموذجية ينتج 50% من الطاقة عن عمليات الانشطار التي تحدث في الغلاف.
تُنتقى مادة الغلاف في القنبلة النيوترونية بحيث تكون نفوذة للنيوترونات أو قادرة على زيادة إنتاجها بفعالية. تكون النيوترونات التي تنطلق في التفاعل النووي الحراري حرةً وقادة على الهروب من القنبلة بعيدًا عن مادة الانفجار الرئيسية. تُصمم القنبلة النيوترونية بحيث يمكن زيادة قوة انفجار النيوترونات مع تقليل قوة الانفجار الرئيسي نفسه، وهذا ما يجعل نصف قطر الدائرة القاتلة الناتجة عن انفجار النيوترونات أكبر من نصف قطر دائرة الانفجار نفسه. وبما أن النيوترونات تتلاشى من البيئة بسرعة، فإن مثل هكذا انفجار سيقتل الأعداء الموجودين في المنطقة المستهدفة دون أن يؤثر على البيئة بشكلٍ كبير.
تطلق القنبلة النيوترونية عشرة أضعاف كمية الإشعاع النيوتروني الذي تطلقه القنبلة الانشطارية التقليدية. يبلغ إجمالي الطاقة المنبعثة من قنبلة انشطارية تقليدية على شكل نيوترونات وأشعة غاما 5% تقريبًا من إجمالي الطاقة الكلية المنبعثة، في حين تبلغ هذه الطاقة 40% في القنابل النيوترونية، وتحدث هذه الزيادة نتيجة ارتفاع إنتاج النيوترونات. بالإضافة لذلك فإن النيوترونات المنبعثة من قنبلة نيوترونية تملك مستوى طاقة أعلى بكثير (14 ميغا فولت) من تلك المنبعثة من التفاعل الانشطاري التقليدي (1-2 ميغا فولت).

## تاريخ
يعود الفضل في تطوير مفهوم القنابل النيوترونية إلى صموئيل كوهين من مختبر لورنس ليفرمور الوطني، والذي اقترح نموذج القنبلة في عام 1958. صُمم النموذج الأولي كجزء من مشروعي دوف وستارلينغ، واختبر النموذج تحت الأرض في أوائل عام 1962، وصنعت بعض نماذج الأسلحة في عام 1963.
بدأ تطوير تصميمين لإنتاج صاروخ قصير المدى تابع للجيش الأمريكي في يوليو 1964 في ليفرمور ولوس ألاموس. دخل كلا النموذجان المرحلة الثالثة من الاختبارات في عام 1964. ألغي نموذج لوس ألاموس لصالح نموذج ليفرمور في سبتمبر 1964، ثم ألغي نموذج ليفرمور بدوره لصالح نموذج تقليدي عرف بدبل يو 70. وفي نفس الوقت كانت نفس المبادئ النظرية السابقة تستخدم لتطوير رؤوس حربية تحمل قنابل نيوترونية، أخيرًا اعتمد نموذج دبل يو 66 في نوفمبر 1968 وأجري أول اختبار عليه في أواخر ستينيات القرن الماضي، ودخلت أول قنبلة نوترونية خط الإنتاج في يونيو 1974. صنع ما يقرب 120 قنبلة نيوترونية، دخلت حوالي 70 منها الخدمة الفعلية خلال عامي 1975 و 1976. وعندما أوقف برنامج التصنيع هذا في بداية ثمانينيات القرن الماضي خُزِّنت القنابل في المستودعات الحربية.
أوقف الرئيس الأمريكي جيمي كارتر تطوير القنابل النيوترونية في عام 1978 بعد الاحتجاجات على خطط إدارته نشر رؤوس حربية نيوترونية لدعم القوات البرية في أوروبا، ولكن الاتحاد السوفيتي فجر أول قنبلة نيوترونية في 17 نوفمبر 1978، فأمر الرئيس رونالد ريغان بإعادة إنتاج القنابل النيوترونية الأمريكية في عام 1981. شنَّ الاتحاد السوفيتي حملة دعائية ضد مشروع القنبلة النيوترونية الأمريكية بعد إعلان ريغان في عام 1981، وبعد ذلك بعامين أعلن ريغان عن مبادرة الدفاع الاستراتيجي، التي تخطت حدود إنتاج القنابل النيوترونية، وهكذا تلاشى الاهتمام بالقنابل النيوترونية بين الجماهير الأمريكية.
نشر الرأس الحربي دبل يو 66 الذي يحمل قنبلة نيوترونية في عام 1975، وأحيل للتقاعد في العام التالي مع نظام الصواريخ الخاص به، ثمَّ طور الرأس الحربي دبل يو 70 المحمول على صواريخ تكتيكية قصيرة المدى، وطُورت قذائف مدفعية نووية من طراز دبل يو 79. أحال الرئيس الأمريكي جورج بوش الأب النوعين السابقين على التقاعد في عام 1992 بعد نهاية الحرب الباردة. فُكك آخر رأس حربي من طراز دبل يو 70 في عام 1996، وآخر قنبلة من نوع دبل يو 79 في عام 2003، وعندها أعلن عن اكتمال تفكيك جميع القنابل النيوترونية الأمريكية. وفقًا لتقرير كوكس: لم تنشر الولايات المتحدة أي سلاح نيوتروني اعتبارًا من عام 1999، لكن معلومات أخرى أشارت لتطوير أسلحة إشعاعية سرية (قد تكون قنابل نيوترونية).
بالإضافة للولايات المتحدة والاتحاد السوفيتي، أجرت فرنسا والصين اختبارات على قنابل نيوترونية، فقد أجرت فرنسا اختبارًا مبكرًا لتكنولوجيا القنابل النيوترونية في عام 1967، واختبرت قنبلة نيوترونية فعلية في عام 1980، وأجرت الصين اختبارًا ناجحًا لتكنولوجيا القنبلة النيوترونية في عام 1984، واختبارًا ناجحًا لقنبلة نيوترونية فعلية في عام 1988. ومع ذلك لم تنشر أي من هذه الدول قنابل نيوترونية. صرح العلماء النوويون الصينيون قبل اختبار عام 1988 أن الصين ليست بحاجة إلى قنابل نيوترونية، ولكنها طورت لتكون بمثابة احتياطي تكنولوجي في حال دعت الحاجة إليها في المستقبل. وفي أغسطس من عام 1999 كشفت الحكومة الهندية أن الهند تمتلك القدرة على إنتاج قنبلة نيوترونية إذا أرادت ذلك. ووفقًا لمردخاي فانونو، كانت إسرائيل تنتج قنابل نيوترونية على نطاق واسع اعتبارًا من عام 1984.
نشأ جدل كبير في الولايات المتحدة وأوروبا الغربية في أعقاب مقال نشرته صحيفة واشنطن بوست في يونيو 1977 عن خطط الحكومة الأمريكية لتزويد القوات المسلحة الأمريكية بقنابل نيوترونية. ركزت المقالة على حقيقة أنه كان أول سلاح يهدف إلى قتل البشر بالإشعاع. وصف مدير مختبر لورنس ليفرمور الوطني هارولد براون وزعيم الاتحاد السوفيتي ليونيد بريجنيف القنابل النيوترونية بأنها قنابل رأسمالية، لأنها صممت لقتل الناس مع الحفاظ على الممتلكات.

## الاستعمال
أعدَّ الاتحاد السوفيتي وحلف وارسو خطة للاستيلاء على ألمانيا الغربية في عام 1979 أطلق عليها «سبعة أيام إلى نهر الراين». افترض المحللون السوفيت أن رد فعل حلف الناتو سيكون باستخدام أسلحة نووية تكتيكية لوقف هذا الغزو الهائل من حلف وارسو، ويُعتقد أن القنابل النيوترونية من شأنها أن تعرقل الغزو الذي تشنه الدبابات السوفيتية والعربات المدرعة دون التسبب في الكثير من الأضرار المادية أو قتل للمدنيين مثل الأسلحة النووية التقليدية، وكان من الممكن استخدام القنابل النيوترونية إذا كان رد فعل حلف الناتو على الغزو متأخرًا أو غير فعال بما يكفي.